# Кубок Білорусі з футболу 1996—1997
Кубок Білорусі з футболу 1996–1997 — 6-й розіграш кубкового футбольного турніру в Білорусі. Титул вперше здобула Білшина.

## Календар
| Раунд       | Дата             | Матчі | Клуби   |
| ----------- | ---------------- | ----- | ------- |
| 1/16 фіналу | 20-24 липня 1996 | 16    | 32 → 16 |
| 1/8 фіналу  | 1-4 серпня 1996  | 8     | 16 → 8  |
| 1/4 фіналу  | 7-8 травня 1997  | 4     | 8 → 4   |
| 1/2 фіналу  | 16 травня 1997   | 2     | 4 → 2   |
| Фінал       | 25 травня 1997   | 1     | 2 → 1   |

## 1/16 фіналу
| Команда 1                      | Рахунок      | Команда 2               |
| ------------------------------ | ------------ | ----------------------- |
| 20 липня 1996                  |              |                         |
| Кристал (Смолевичі) (3)        | 0:3          | Динамо-93 (Мінськ)      |
| Будівельник (Старі Дороги) (2) | 0:4          | Динамо (Мінськ)         |
| 23 липня 1996                  |              |                         |
| Комунальник (Слонім) (2)       | 1:3          | Дніпро (Могильов)       |
| 24 липня 1996                  |              |                         |
| Локомотив (Вітебськ) (2)       | 2:4          | Локомотив-96 (Вітебськ) |
| Кобрин (2)                     | 4:2          | Взуттєвик (Ліда)        |
| Гомель (2)                     | 1:2          | Торпедо (Мінськ)        |
| Будівельник (Береза) (2)       | 0:5          | Молодечно               |
| Трансмаш (Могильов) (2)        | 0:1          | Торпедо (Могильов)      |
| Торпедо (Жодино) (2)           | 1:2          | Ведрич-97 (Річиця)      |
| Хімік (Світлогорськ) (2)       | 0:2          | МПКЦ                    |
| Верас (Несвіж) (3)             | 0:1          | Німан                   |
| БАТЕ (3)                       | 0:2          | Динамо (Берестя)        |
| Максим-Легмаш (2)              | 1:1 пен. 8:9 | Білшина                 |
| Комунальник (Пінськ) (2)       | 0:2 дч       | Атака-Аура (Мінськ)     |
| Кардан-Флаєрс (2)              | 1:1 пен. 3:2 | Шахтар (Солігорськ)     |
| Динамо-Юні (Мінськ) (2)        | 1:1 пен. 4:2 | Нафтан-Девон            |

## 1/8 фіналу
| Команда 1               | Рахунок | Команда 2               |
| ----------------------- | ------- | ----------------------- |
| 1 серпня 1996           |         |                         |
| Молодечно               | 0:2 дч  | Динамо (Мінськ)         |
| 2 серпня 1996           |         |                         |
| МПКЦ                    | 1:2 дч  | Динамо-93 (Мінськ)      |
| 3 серпня 1996           |         |                         |
| Атака-Аура (Мінськ)     | 3:2 дч  | Німан                   |
| 4 серпня 1996           |         |                         |
| Динамо (Берестя)        | 2:0     | Динамо-Юні (Мінськ) (2) |
| Ведрич-97 (Річиця)      | 2:3     | Кобрин (2)              |
| Білшина                 | 3:2 дч  | Торпедо (Мінськ)        |
| Локомотив-96 (Вітебськ) | 6:1     | Торпедо (Могильов)      |
| Дніпро (Могильов)       | 3:1     | Кардан-Флаєрс (2)       |

## 1/4 фіналу
| Команда 1           | Рахунок | Команда 2               |
| ------------------- | ------- | ----------------------- |
| 7 травня 1997       |         |                         |
| Динамо-93 (Мінськ)  | 3:0     | Локомотив-96 (Вітебськ) |
| Кобрин (2)          | -:+     | Дніпро (Могильов)       |
| 8 травня 1997       |         |                         |
| Атака-Аура (Мінськ) | 1:2     | Білшина                 |
| Динамо (Мінськ)     | 1:0     | Динамо (Берестя)        |

## 1/2 фіналу
| Команда 1       | Рахунок | Команда 2          |
| --------------- | ------- | ------------------ |
| 16 травня 1997  |         |                    |
| Білшина         | 2:0 дч  | Дніпро (Могильов)  |
| Динамо (Мінськ) | 2:4 дч  | Динамо-93 (Мінськ) |

## Фінал
| 25 травня 1997 |

| Білшина                 | 2:0      | Динамо-93 (Мінськ) |
| ----------------------- | -------- | ------------------ |
| Смирних 86' Балашов 90' | Протокол |                    |

| Стадіон «Динамо», Мінськ Глядачів: 7 000 Арбітр: Сергій Шмолік |